# Elizabeth Marre

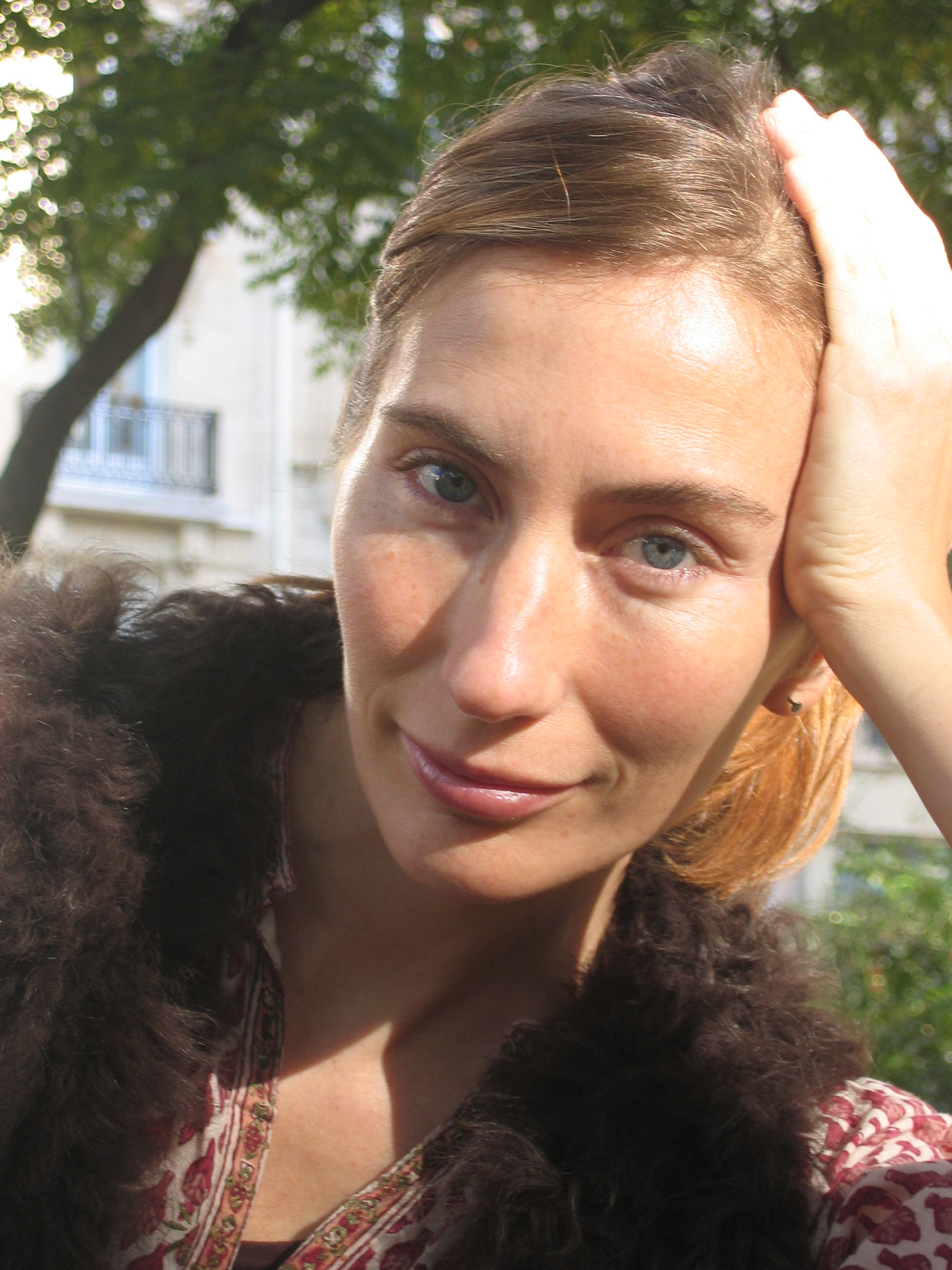
Elizabeth Marre 2016

Elizabeth Marre (* in Paris) ist eine französische-puerto-ricanische Filmregisseurin und Drehbuchautorin.

## Leben
Elizabeth Marre wurde in Paris als Tochter einer puerto-ricanischen Mutter und eines französischen Vaters geboren. Sie wohnt und arbeitet in Paris. Sie studierte zunächst Jura, begann jedoch Anfang der 2000er als Regieassistentin zu arbeiten. Ihr Regiedebüt hatte sie 2005 mit dem Kurzfilm La Petite Flamme, den sie mit ihrem Ehemann Olivier Pont realisierte. Es folgte mit ihm der Kurzfilm Manon sur le bitume, für den beide bei der Oscarverleihung 2009 für den Oscar für den Besten Kurzfilm nominiert wurden.
Mit Olivier Pont drehte sie außerdem den Kurzfilm Exquisite Corpse sowie für Arte die vier finalen Folgen der ersten Staffel der Fernsehserie Dein Wille geschehe.

## Filmografie

### Regie
- 2005: La Petite Flamme (Kurzfilm)
- 2007: Manon sur le bitume (Kurzfilm)
- 2008: Exquisite Corpse (Kurzfilm)
- 2012: Dein Wille geschehe (Ainsi soient-ils) (Fernsehserie, 4 Episoden)

### Regieassistenz
- 2001: Chaos
- 2001: Tanguy – Der Nesthocker (Tanguy)
- 2002: Jet Lag – Oder wo die Liebe hinfliegt (Décalage horaire)
- 2003: 18 Jahre später (18 ans après)
- 2004: Intime Fremde (Confidences trop intimes)
- 2004: Happy End mit Hindernissen (Ils se marièrent et eurent beaucoup d’enfants)
- 2005: La Moustache
- 2007: Caramel (Sukkar banat)
- 2007: Si c'était lui...